# La città infernale
La città infernale è un romanzo fantasy scritto da Gregory Keyes e ambientato nel mondo immaginario della serie di videogiochi The Elder Scrolls.

## Trama
Le vicende narrate si svolgono a Tamriel, quarant'anni dopo le vicende narrate nel videogioco The Elder Scrolls IV: Oblivion, ovvero dopo la crisi di Oblivion e la morte dell'imperatore Uriel Septim VII. un nuovo imperatore siede sul trono di Tamriel, Titus Mede; egli ha un figlio, Attrebus. Il continente è minacciato da un'antica città maledetta che fluttua nell'aria, Umbriel: al suo passaggio le persone muoiono e ritornano alla vita come non morti; Intanto un variegato gruppo di eroi si va costituendo con l'intenzione di fermare la minaccia causata da Umbriel. Esso è composto dal principe Attrebus, dalla diciassettenne Annaig, da una spia inviata da alcuni cospiratori e da un mago.